# تاريخ نيجيريا
يمكن تتبّع تاريخ نيجيريا إلى عصور المستوطنين المشتغلين بالتجارة في منطقة الشرق الأوسط وأفريقيا منذ العام 1100 قبل الميلاد. استقرت عدة حضارات أفريقية تاريخية في المنطقة التي تُعرف حاليًا باسم نيجيريا، كان منها مملكة نري، وإمبراطورية بنين، وإمبراطورية أويو. دخل الإسلام إلى نيجيريا بواسطة إمبراطورية بورنو بين (1068 ميلادية) وفترة ممالك الهوسا في العام (1385 ميلادية) خلال القرن الحادي عشر تقريبًا، في حين وصلت المسيحية إلى نيجيريا في القرن الخامس عشر على يد رهبان أوغسطينيين وكبوشيين جاؤوها من البرتغال. كما احتلت إمبراطورية سونغاي جزءًا من المنطقة. ابتداءً منذ القرن الخامس عشر، وصل تجار العبيد الأوروبيون إلى المنطقة لشراء العبيد الأفارقة ضمن حملة تجارة العبيد عبر المحيط الأطلسي، والتي بدأت في منطقة نيجيريا المعاصرة؛ وميناء باداغري الساحلي هو أول ميناء نيجيري استخدمه تجار العبيد الأوروبيون. زوّد التجار المحليون الأوربيين بالعبيد، وأسفر عن ذلك تصاعد وتيرة النزاعات بين المجموعات الإثنية في المنطقة وأفضى إلى اضطراب الأنماط التجارية القائمة للتجارة العابرة للصحراء الكبرى.
احتل البريطانيون مدينة لاغوس في العام 1851، وألحقتها بريطانيا رسميًا بمحمياتها في العام 1856. أصبحت نيجيريا مستعمرة بريطانية في العام 1901. دام الحكم البريطاني فيها حتى العام 1960، عندما مُنحت البلاد استقلالها بفضل حركة الاستقلال. في العام 1963 قامت الجمهورية النيجيرية الأولى، لكنها خضعت للحكم العسكري بعد ثلاث سنوات من تاريخه، بعد وقوع انقلاب 1966 العنيف. فيما بعد أعلنت حركة انفصالية عن قيام جمهورية بيافرا في العام 1967، ما سبّب اندلاع الحرب الأهلية النيجيرية التي استمرت لثلاث سنوات. أصبحت نيجيريا جمهورية للمرة الثانية بعد وضع دستورها الجديد في العام 1979. وبالرغم من ذلك، لم يدم النظام الجمهوري طويلًا، إذ استولى الجيش على السلطة مرة أخرى واستمر حكم العسكر لعشر سنوات. وُضعت خطط للإعلان عن الجمهورية النيجيرية الثالثة في العام 1993، إنّما أحبطها الجنرال ساني أباتشا. توفي أباتشا في العام 1998، وأُعلن عن قيام الجمهورية الرابعة في العام التالي لوفاته، مُنهيةً بذلك ثلاثة عقود من الحكم العسكري المتقطع.

## التاريخ المبكر
أثبت البحث الأثري الذي أعده ثورستن شو (Thurstan Shaw)، وستيف دانيالز (Steve Daniels) أن هناك شعبًا كان يعيش بالفعل في جنوب غرب نيجيريا (وعلى وجه التحديد في آيو إليرو (Iwo-Eleru)) في وقت مبكر منذ عام 9000 قبل الميلاد وربما عاشوا قبل ذلك في يوجويل أوتارو (Ugwuelle-Uturu ) (أوكيجوي (Okigwe)) في جنوب شرق نيجيريا حيث كانت تُستخدم الحصوات الحجرية. تقدم لنا أفران الصهر في تاروجا (Taruga) التي يعود تاريخها للقرن الرابع قبل الميلاد الدليل الأقدم على صنع الأدوات المعدنية في علم الآثار.
وقد تم العثور على أقرب النماذج المعروفة عن هيكل عظمي لـحفرية ذات سمات الشخص الأسود , منذ ما يقرب من 10,000 عام في لي لوري (Iii Ileru) في نيجيريا الغربية ويشهد ذلك على وجود سكان في المنطقة منذ القدم.
طور رعاة السافانا أيضًا صناعات الخزف والأدوات الحجرية منذ الألفية الرابعة ق.م على الأقل، وحافظت عليها المجتمعات الزراعية اللاحقة. وفي الجنوب، فتح الصيد وجني الثمار مجالًا لزراعة الاكتفاء الذاتي في الوقت ذاته، والاعتماد على البطاطا الحلوة الأصلية وزيت النخيل أكثر من الحبوب المهمة في الشمال.
وقد وقرت سلالات اليوروبا (Yoruba) التابعين لرواد العصر الحجري الحديث رأس الفأس الحجري، التي كانوا يستوردونها بكميات كبيرة من الشمال واستخدموها في الغابات لتطوير الزراعة، على أنها «صواعق» ألقتها الآلهة على الأرض.
كشفت أعمال الحفر في سد خاينجي (Kainji Dam) عن أعمال حديدية بحلول القرن الثاني الميلادي. وقد مر الزمن من العصر الحجري الحديث إلى العصر الحديدي على ما يبدو دون المرور بالعصر البرونزي المتوسط. يعتقد آخرون أن التكنولوجيا تحركت غربًا من وادي نهر النيل، على الرغم مما بدا من أسبقية العصر الحديدي في وادي نهر النيجر ومنطقة الغابة لدخول التعدين في سافانا العليا بأكثر من 800 عامًا. تعد حضارة النوق أقدم الحضارات النيجيرية التي عرفت الحديد، حيث ازدهرت تقريبًا بين الفترة من 900 قبل الميلاد و200 بعد الميلاد في جوس بلاتو (Jos Plateau) في شمال شرق نيجيريا. لا توجد معلومات كافية من بداية الألفية الأولى بعد الميلاد عقب هيمنة النوق (Nok)، ولكن بحلول الألفية الثانية بعد الميلاد كانت هناك حركة تجارية نشطة قادمة من شمال أفريقيا عبر الصحراء الكبرى إلى الغابات، حيث كان شعب السافانا يعملون كوسطاء في عمليات تبادل السلع المختلفة.

### حضارة النوق والعصر الحديدي المبكر
بلغت حضارة النوق أوجها بين الأعوام 1500 قبل الميلاد إلى 200 بعد الميلاد تقريبًا في منطقة هضبة جوس في شمال نيجيريا ووسطها، وأنتجت مجسمات طينية بالحجم الطبيعي مثل الرؤوس البشرية، والأشكال البشرية، والحيوانات. يعود تاريخ أفران صهر الحديد في تاروغا، وهو موقع شغَلَته حضارة النوق، إلى العام 600 قبل الميلاد تقريبًا. يُعتقد أن حضارة النوق قد بدأت بصهر الحديد في الفترة الواقعة بين 600-500 قبل الميلاد، وربما قبل تلك الفترة بعدة قرون. كشفت الحفريات في سد كاينجي عن ممارسات التعدين في فترة القرن الثاني قبل الميلاد. وأظهرت نتائج التنقيب أدلة على صهر الحديد في أماكن في منطقة نسوكا جنوب شرق نيجيريا فيما يعرف حاليًا باسم إيغبولاند: يعود تاريخها إلى 2000 قبل الميلاد في موقع ليجا (انظر، أوزوماكا 2009)، وإلى 750 قبل الميلاد، وفي موقع أوبي الأثري (انظر، هول 2009).
من الواضح أن الانتقال من العصر الحجري الحديث إلى العصر الحديدي قد حدث بظروف محلية دون المرور بالحلقة الوسيطة من إنتاج البرونز. يقترح بعض الباحثين أن تقنية التعدين قد انتقلت من وادي النيل نحو الغرب، بالرغم من أن العصر الحديدي في وادي نهر النيجر ومنطقة الغابات المحيطة كان سابقًا على دخول صناعة التعدين في السافانا العليا بأكثر من 800 عامًا. عُثر كذلك على أقدم تقنيات التعدين في غرب إفريقيا والتي كانت معاصرة لتقنيات التعدين في وادي النيل وشمال إفريقيا أو حتى متقدمة عليها، ويعتقد بعض علماء الآثار أن تعدين الحديد قد طُوّر بصورة مستقلة في جنوب الصحراء الكبرى في غرب أفريقيا.

## الممالك القديمة قبل العام 1500
فيما يلي قائمة بالممالك والدول المستقلة القديمة، والتي تشكّلت منها دولة نيجيريا المعاصرة:
- مملكة بنين
- مملكة بورغو
- خلافة صكتو
- ممالك الهوسا
- إمبراطورية كاينم بورنو
- مملكة كوروروفا
- مملكة إبيبيو
- مملكة نري
- إمارة بيدا
- إمبراطورية الأويو
- إمبراطورية سونغاي
- مملكة واري

### إمبراطورية الأويو وإمبراطورية بنين
خلال القرن الخامس عشر، تفوقت إمبراطوريتا الأويو وبنين على إيفي بوصفهما قوتين سياسيتين واقتصاديتين، وذلك بالرغم من حفاظ إيفي على وضعها كحاضرة دينية. أدى الاحترام المصاحب لمهام أوني الكهنوتية في إيفي دورًا بارزًا في تطور حضارة اليوروبا. اتّبعت إمبراطورية الأويو نموذج حكمٍ معدّل عن نموذج إيفي، إذ هيمن أحد أفراد سلالتها الحاكمة على العديد من دول المدن الأصغر حجمًا. اضطلع مجلسُ الدولة (أويو ميسي) بتسمية الحاكم (الملك) ودورِ الرقابة على سلطاته. وُجدت عاصمتهم على بعد 100 كيلومتر تقريبًا شمال أويو المعاصرة. على النقيض من ممالك اليوروبا المحاطة بالغابات، تموقعت أويو في مناطق السافانا، وتمثّلت قوتها العسكرية في سلاح الفرسان، وبسطت هيمنتها على إمارة بيدا ومملكة بورغو المجاورتين، وبالنتيجة شقّت طرقًا تجارية تمددت شمالًا.
كانت إمبراطورية بنين (1440–1897؛ والتي يسمّيها السكان المحليون بيني) دولةً أفريقية في حقبة ما قبل الاستعمار، وُجدت في نيجيريا المعاصرة. ينبغي التفريق بين إمبراطورية بنين والدولة المعاصرة التي تحمل اسم بنين، والتي كانت في السابق تسمى داهومي.

## دول وممالك حقبة ما قبل الاستعمار، 1500-1800

### دول السافانا
خلال القرن السادس عشر، وصلت إمبراطورية سونغاي إلى ذروة مجدها، فقد امتدت من نهري السنغال وغامبيا وضمت جزءًا من هوسالاند في الشرق. وفي نفس الوقت، غزت أسرة السيفاوة من بورنو إمبراطوريةَ كانم ووسعت نطاق سيطرتها غربًا على مدن الهوسا غير الخاضعة لإمبراطورية سونغاي. يُردّ الفضل بجزء كبير إلى تأثير سونغاي في ازدهار التعليم والثقافة ذي الطابع الإسلامي. انهارت إمبراطورية سونغاي في العام 1591 عندما احتلّ الجيش المغربي غاو وتمبكتو. لم يتمكن المغرب من السيطرة على كامل الإمبراطورية، وهكذا أصبحت عدة مقاطعات مستقلّة، بما فيها دول الهوسا. قوّض ذلك الانهيار هيمنة إمبراطورية سونغاي على دول الهوسا وغيّر مسارَ تاريخ المنطقة على نحوٍ مفاجئ.
بلغت بورنو أوج قوتها في ظلّ حكم ماي (الملك) إدريس ألوما (1569–1600 تقريبًا)، والذي شهدت فترة حُكمه إعادة غزو كانم. أدى تدمير إمبراطورية سونغاي إلى غياب المنافسة أمام بورنو، ولحدّ القرن الثامن عشر سيطرت بورنو على شمال نيجيريا. بالرغم من بسْط هيمنة بورنو، واصلت دول الهوسا الصراع من أجل كسب السيطرة. وراح موقف بورنو يضعف تدريجيًا. ومن أحد الأمثلة على ذلك التراجع الحاصل، كانت عدم قدرة بورنو على الحدّ من المنافسات السياسية الدائرة بين مدن الهوسا المتنافسة. وتمثّل عامل آخر في التهديد العسكري للطوارق في أغاديس والذين غزوا المناطق الشمالية من بورنو. يُذكر أن العامل الرئيسي لتدهور بورنو كان بسبب الجفاف الشديد الذي ضرب منطقة ساحل أفريقيا والسافانا ابتداءً من منتصف القرن الثامن عشر. وبالتالي، خسرت بورنو العديد من المناطق الشمالية لصالح الطوارق الذين تمتّعوا بقدرتهم على تحمّل المجاعة بصورةٍ أنجع نظرًا لحركتهم الدائمة. في العقود التالية تمكنّت بورنو من استرداد شيءٍ من قوتها السالفة، إنمّا حدث جفاف آخر في تسعينيات القرن التاسع عشر، أدى إلى إضعاف الدولة مرة أخرى.

## اليوروبا
كان شعب اليوروبا من الناحية التاريخية هو المجموعة المهيمنة على الضفة الغربية من النيجر. تعد إيجالا (Igala) أقرب القبائل المشتركة معهم في اللغة، والذين عاشوا على الضفة الأخرى من بنوي (Benue) المتفرع من نهر النيجر، وقد اعتقد البعض أنهم انقسموا منذ حوالي 2,000 عام. نظم اليوروبا أنفسهم في مجموعات أبوية، حيث احتلوا المجتمعات القروية وعاشوا على الزراعة. واندمجت مجتمعات القرى المجاورة التي تسمى إيلي (ile) مع العديد من دول المدينة الإقليمية التي تكونت فيها ولاءات العشيرة التابعة لزعماء السلالات منذ القرن الثامن الميلادي تقريبًا. وقد اقترن التمدن بمستويات عالية من الإنجازات الفنية، خاصة في تيراكوتا (terracotta) ونحت العاج وتقدم صناعة صهر المعادن المُنتجة في إيفي.
قدست اليوروبا (ومازال عدد منهم حول العالم يقدسون) الآلهة المتألفة من الإله الأعلى للجميع أولورين (Olorun)، و400 من الآلهة الصغيرة ذوي المهام الخاصة. ويعتبر أدودوا (Oduduwa) خالق الأرض وجد ملوك اليوروبا. تقول إحدى الأساطير العديدة عنه، أنه أسس إيفي وأرسل أبناءه وبناته لتأسيس الممالك المماثلة في أرجاء مختلفة تعرف اليوم بيوروبلاند (Yorubaland).

## علم التأريخ
سيطرت مدرسة إيبادان (Ibadan School) على الدراسة الأكاديمية لتاريخ نيجيريا. وقد نشأت في جامعة إيبادان في الخمسينيات واستمرت مهيمنة حتى السبعينيات من القرن العشرين الميلادي. كانت جامعة إيبادان أول جامعة تم افتتاحها في نيجيريا، وأنشأ علماؤها أقسام التاريخ في معظم جامعات نيجيريا الأخرى، ونشروا تاريخ إيبادان. كتب علماؤها أيضًا الكتب المدرسية التي استُخدمت في جميع مستويات التعليم في نيجيريا للعديد من السنوات. وقد ظهر نتاج تلك المدارس في «سلسلة تاريخ إيبادان.»
يشمل العلماء البارزون لمدرسة إيبادان سابوري بيوباكو (Saburi Biobaku) وكينيث ديك (Kenneth Dike) وجي إف إيه أجايا (J.F.A. Ajay) وأديلي أفيجبو (Adiele Afigbo) وإيه أيه أيانديلي (E.A. Ayandele) واوه لكيما (O. Ikime) وتيكاما تامونو (Tekena Tamuno). ومن العلماء الأجانب الذين اقترنوا بهذه المدرسة بشكل كبير، مايكل كراودر (Michael Crowder) وعبد الله أميتا (Abdullahi Amith) وجيه بي ويبستر (J.B. Webster) وآر جيه جافين (R.J. Gavin) وروبرت سميث (Robert Smith) وجون دي عمر كوبر (John D. Omer-Cooper). تميزت المدرسة بقوميتها النيجيرية الصريحة وتوجهت نحو تشكيل الهوية النيجيرية عن طريق نشر أمجاد تاريخ ما قبل الاستعمار. كانت المدرسة تقليدية جدًا في مواضيعها، واقتصرت إلى حد كبير على التاريخ السياسي الذي رفضه الزملاء في أوروبا وأمريكا الشمالية بعد ذلك. ورغم ذلك، كانت حديثة جدًا من ناحية المصادر المستخدمة. كانت معظم المواد المستخدمة عبارة عن تاريخ شفوي واتبع في تلك المدارس أسلوبًا لجمع المعلومات في عدة تخصصات. وانطبق ذلك بطريقة خاصة بعد تأسيس معهد الدراسات الإفريقية الذي جمع بين خبراء من جميع التخصصات.

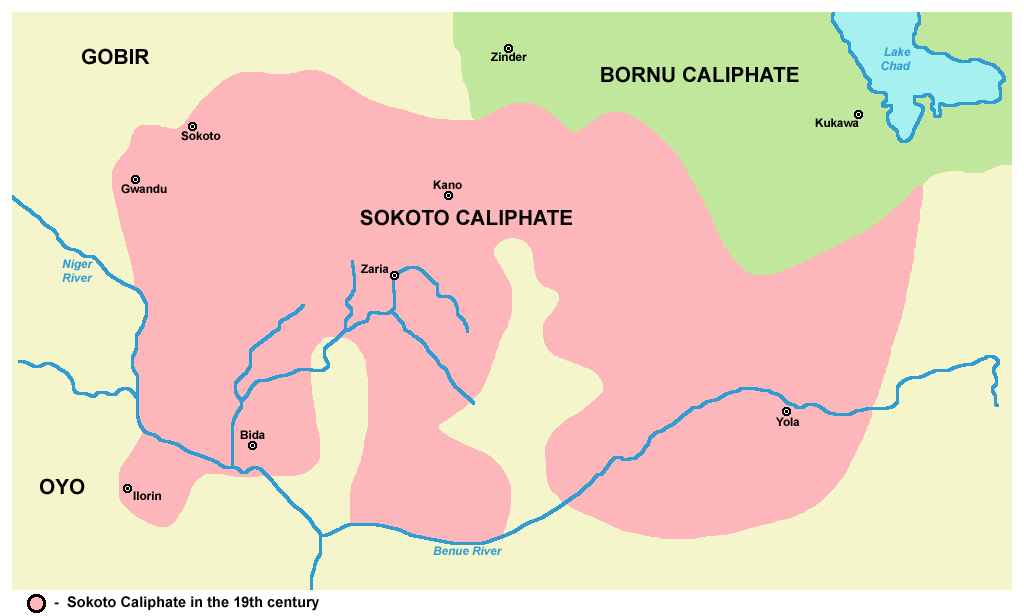

بدأت مدرسة إيبدان في التراجع في سبعينيات القرن العشرين الميلادي. أدت الحرب الأهلية النيجيرية لإثارة البعض تساؤل عما إذا كانت نيجيريا بحق دولة متحدة ذات تاريخ قومي. في الوقت نفسه تطورت مدارس منافسة. في جامعة أحمد بيلو (Ahmadu Bello University) في زاريا، نيجيريا (Zaria) نشأت المدرسة الإسلامية المناصرة للسلطة التشريعية التي رفضت النماذج الغربية الحديثة التي تصب في صالح التقاليد العلمانية لـخلافة صكتو والعالم الإسلامي. وصلت مدرسة الماركسية الجديدة من أنحاء أخرى في أفريقيا واكتسبت عددًا من المناصرين. بدأ أيضًا التاريخ الاجتماعي والاقتصادي والثقافي طريقه نحو الازدهار.
في الثمانينيات، بدأت المنح الدراسية النيجيرية تتقلص بوجه عام، وتأثرت مدرسة إيبادان كثيرًا. نظر الحكام العسكريون للجامعات بارتياب عميق وقدموا لها تمويلات ضئيلة. وقد تم انتقاء أصحاب العقول النيرة لتقلد مناصب رفيعة في إدارة الدولة ليتركوا العمل الأكاديمي. ترك البعض البلاد تمامًا للبحث عن وظائف في جامعات الغرب. وقد تسبب الانهيار الاقتصادي في فترة الثمانينيات في حدوث أضرار كبيرة للمجتمع العلمي، خاصة الانخفاض الحاد في العملة النيجيرية. وقد أدى ذلك إلى صعوبات كبرى في توجيه الدعوة إلى العلماء الأجانب والاشتراك في النشرات العلمية وحضور المؤتمرات. وتأثرت العديد من الصحف النيجيرية المحلية من بينها صحيفة المجتمع التاريخي النيجرية، والتي كانت نادرًا ما تصدر، إذ لم ينعدم ذلك بالأحرى.

## معرض صور

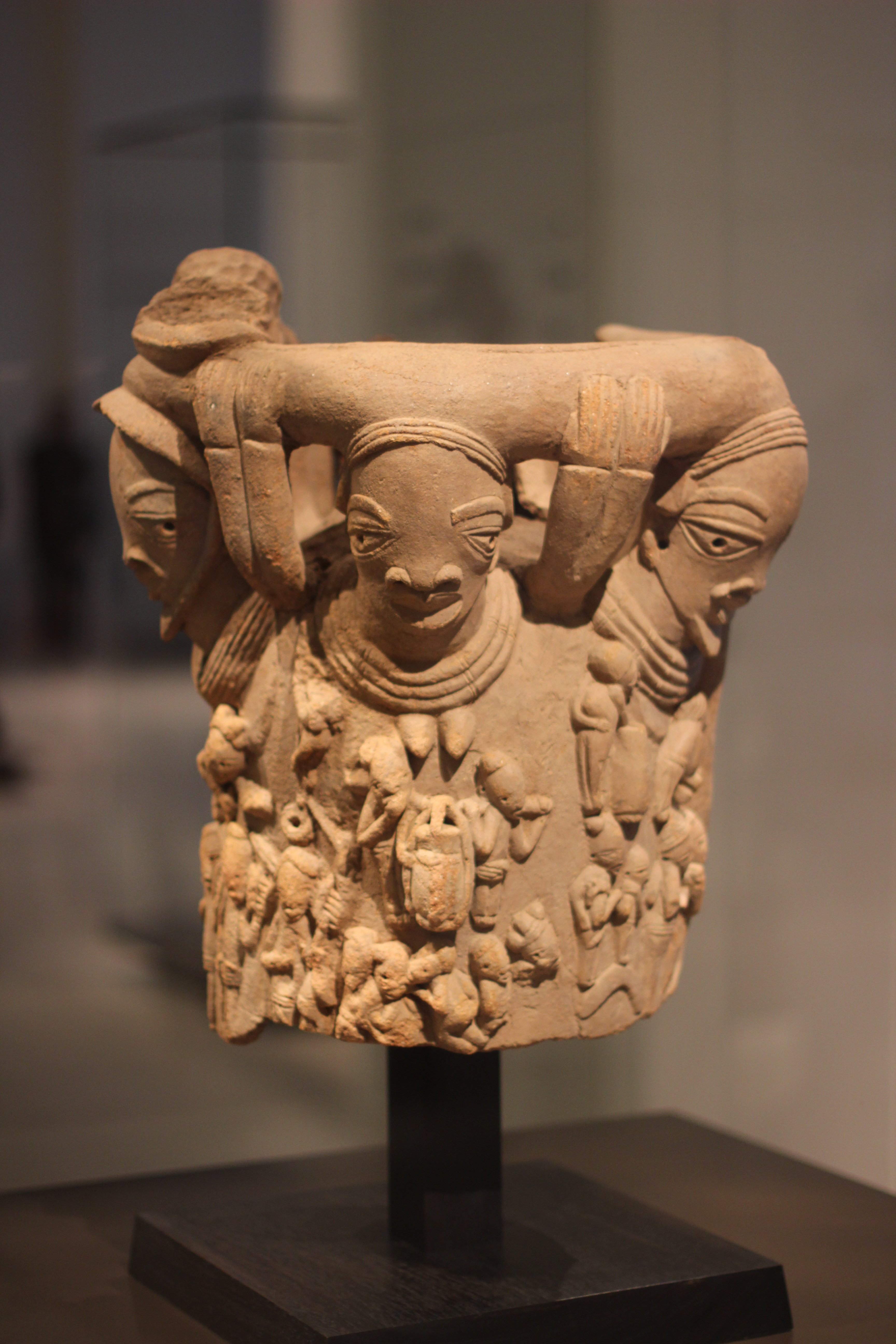
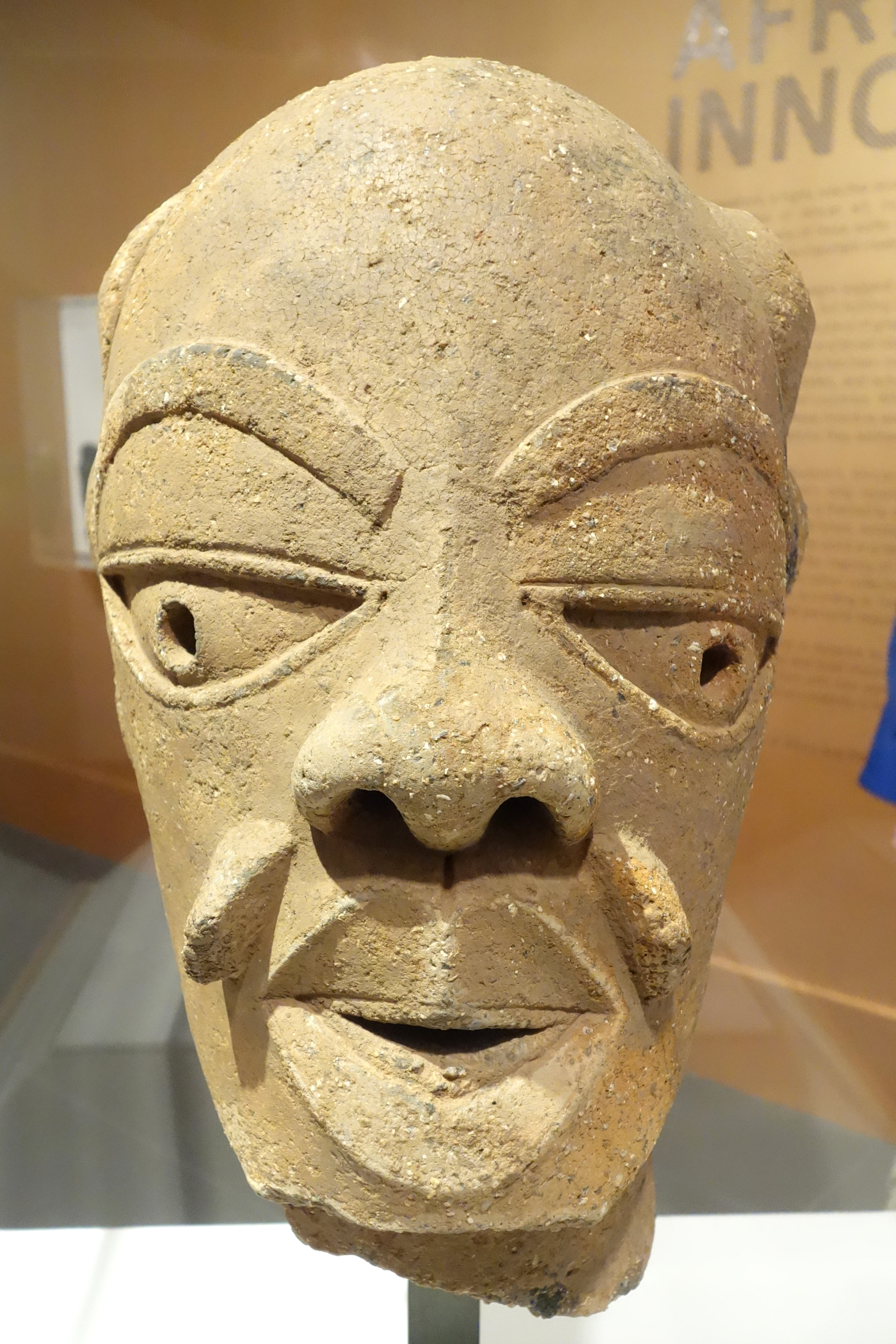
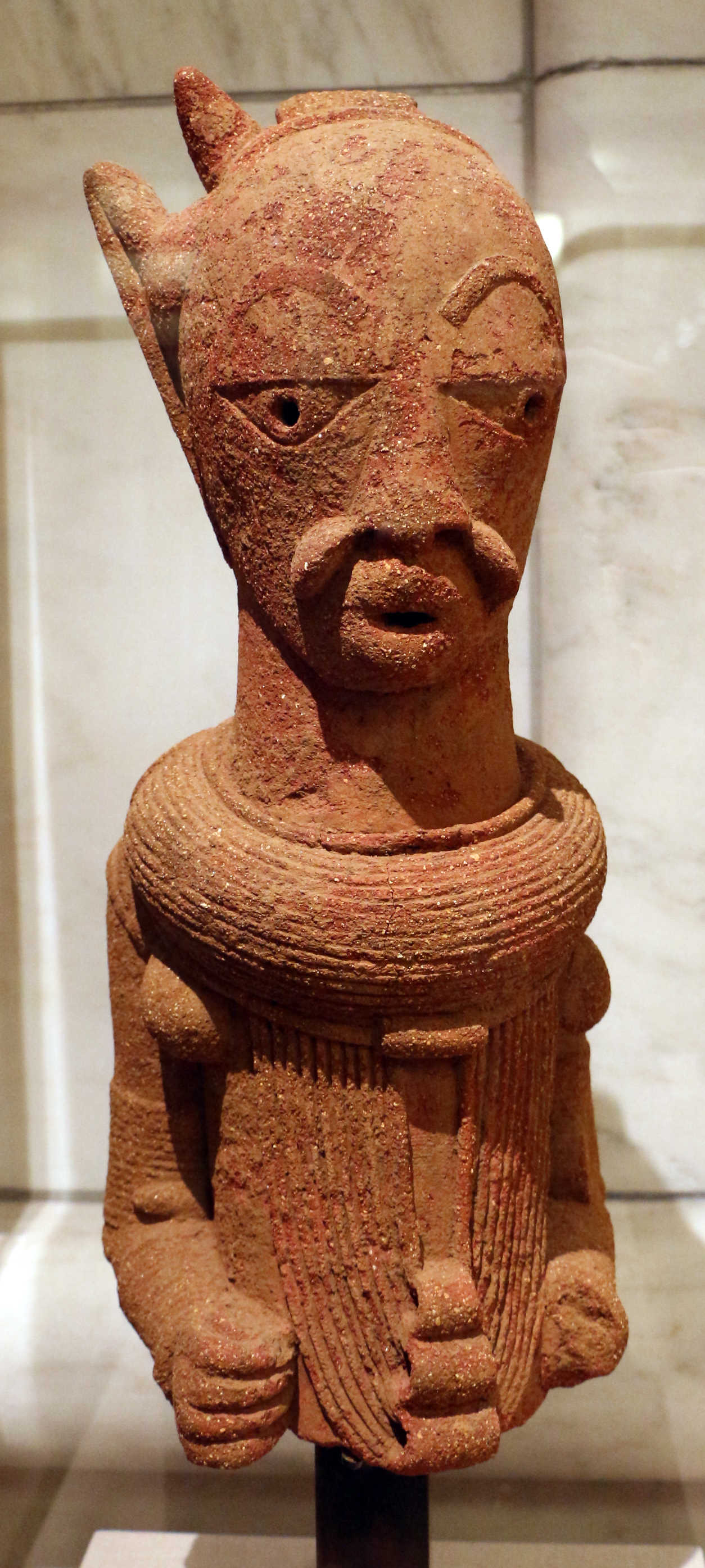
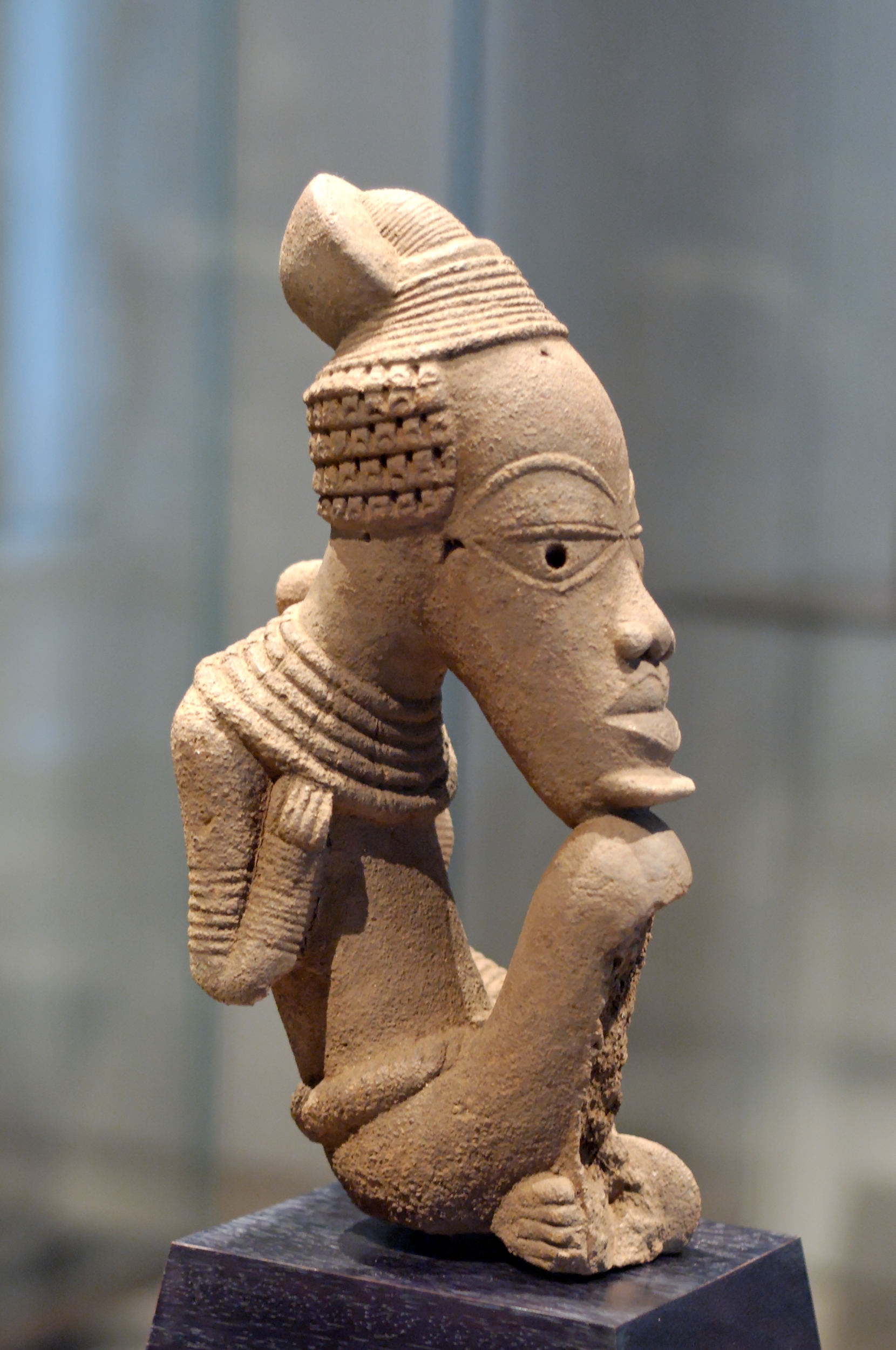

## وصلات خارجية
- Upper and Lower Nigeria - Article from the historic Catholic Encyclopedia on Nigeria.
- History of Nigeria - Offers a history of Nigeria from ancient days to the present.
- BBC Timeline: Nigeria - Chronology of key events
- نسخة محفوظة 3 يونيو 2005 على موقع واي باك مشين. - Offers a view of one of the main sources of income for the country.